# Helmut Sanftenschneider

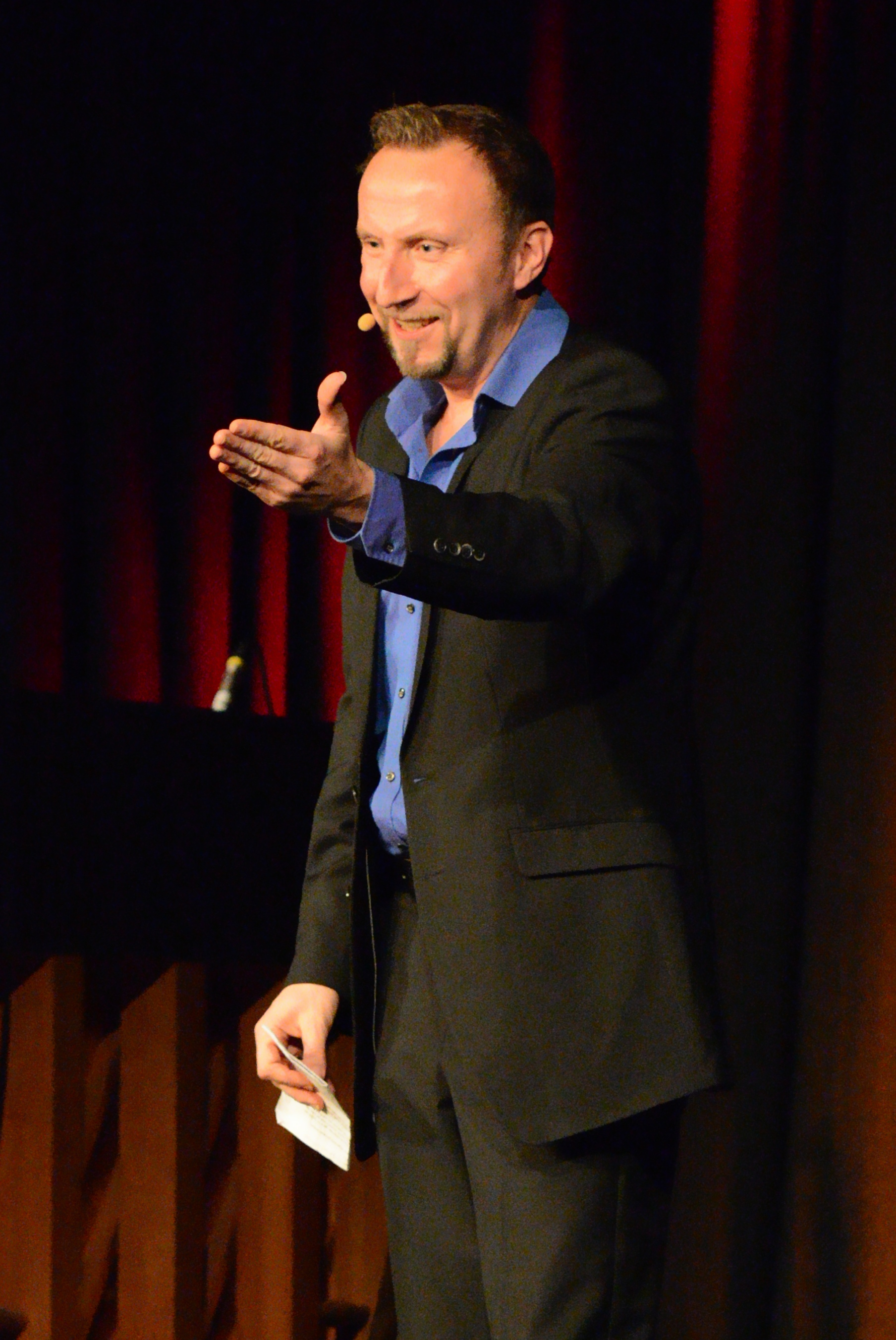
Helmut Sanftenschneider bei der Moderation von Tegtmeiers Erben 2013 in der Stadthalle Mülheim.

Helmut Sanftenschneider (* 4. Februar 1968 in Bochum) ist ein deutscher Musiker, Moderator und Komiker.

## Leben
Seit seinem 12. Lebensjahr erhielt Sanftenschneider Unterricht in klassischer Gitarre.
Nach der Schulzeit absolvierte er eine dreijährige Berufsausbildung als Dienstleistungsfachkraft im Postbetrieb und arbeitete vier Jahre lang als Briefzusteller.
Von 1992 bis 1997 studierte er klassische Gitarre an der Musikhochschule Köln, Abt. Wuppertal, und schloss sein Studium mit Diplom ab.

## Musikalische Karriere
Seine ersten öffentlichen Auftritte hatte er zusammen mit dem spanischen Gitarristen Bernabe Gomez, mit dem er das Duo "Hijos de Pablo" gründete. Ab 1990 spielte Sanftenschneider zusätzlich als Gitarrist in Gomez’ Flamencoformation "Romancero Gitano".
Mit der Formation wurden bis 1997 insgesamt 3 CDs mit spanischen Eigenkompositionen von Sanftenschneider und Gomez veröffentlicht.
Zusammen mit Andreas Kneip (Bass) und Thomas Kinzel (Schlagzeug) gründete er 1996 das Trio "Sanftenschneider".
Nach seinem Musikstudium war er als Gitarrist und Komponist in weiteren Formationen tätig, u. a. beim Wuppertaler Ensemble Noisten. Von 2003 bis 2007 begleitete er den  Komiker Johann König bei dessen Auftritten als musikalischer Bühnenpartner.
Bis 2014 tourte er  zusammen mit der Sängerin Claudia Schill mit der musikalischen Revue "Bonjour Kathrin – eine Hommage an Caterina Valente und Silvio Francesco".

## Werdegang als Moderator und Komiker
Seit 2006 moderiert Sanftenschneider seine eigene Comedy- und Kleinkunstshow "NachtSchnittchen", die regelmäßig in Datteln, Hattingen, Bochum, Gelsenkirchen, Dülmen, Herten und Schwerte stattfindet. In Datteln moderiert er einmal im Jahr den von ihm initiierten Kleinkunstpreis "Best of NachtSchnittchen – der Dattelner Kleinkunstpreis". Preisträger waren bisher u. a. Knacki Deuser, Sascha Korf, Frieda Braun, Heinrich Del Core, John Doyle, Daphne de Luxe und Özgür Cebe, Ehrenpreisträger u. a. Markus Krebs und Torsten Sträter.
2009–2010 moderierte Helmut Sanftenschneider im GOP Theater München, Hannover, Essen, Münster und Bad Oeynhausen.
Neben zahlreichen Firmen- und Galaveranstaltungen moderiert Helmut Sanftenschneider außerdem regelmäßig den renommierten Wettbewerb für Bühnenoriginale "Tegtmeiers Erben", "Nightwash Live", die Eröffnungsfeier der mit durchschnittlich 4 Millionen Besuchern zu den größten Volksfesten Deutschlands zählenden Cranger Kirmes, den Kremenholler Kleinkunstpreis und auf dem Kreuzfahrtschiff Albatros (bekannt aus der ARD-Serie "Verrückt nach Meer").
Seit 2008 ist er regelmäßig als Comedian auf den bekannten deutschen Comedybühnen zu sehen (u. a. Quatsch Comedy Club Hamburg, Berlin und Düsseldorf, Nightwash deutschlandweit, Schmidt Theater Hamburg).
Am 20. April 2012 feierte er Premiere mit seinem ersten abendfüllenden Comedyprogramm "Currywurst & Kastagnetten" (Flottmann-Hallen, Herne), am 12. September 2015 hatte er Premiere mit seinem 2. Abendprogramm "RuhrpottBanderas".
2011 erhielt er für seine Verdienste als Ruhrgebietsmoderator und Komiker den Ehrenpreis des 1. Rü-Witz Kleinkunstpreises. 2015 erhielt er, zusammen mit Carmela de Feo, den Sonderpreis des Internationalen ComedyArtsFestival Moers und war Finalist des Hamburger Comedy Pokals.
2016 trug er sich ins goldene Buch der Stadt Datteln ein (100 Shows in der Friedenskirche Datteln). Außerdem war er 2016 Teilnehmer der deutschen Kabarettbundesliga, gewann den Stockstädter Römerhelm (Jurypreis) und erhielt den Satirepreis "Bottroper Frechdax". 2017 erhielt er den "goldenen Wasserhahn" (Publikumsaward des Comedyclub Zürich).
2018 veröffentlichte er unter seinem Künstlernamen HELMO sein erstes Studioalbum "Unser Aubruch", mit dem er von März bis Mai 2018 in der Top 20 der Liederbestenliste vertreten war.
Am 4. Oktober 2019 feierte er Premiere mit seinem Jubiläumsprogramm "Der Gitarrenflüsterer" in den Flottmannhallen Herne.
Seit April 2022 ist er künstlerischer Leiter des Theaters Cabaret Queue in Dortmund.
Am 18. Oktober 2024 feierte er zusammen mit Martin Fromme und Sascha Thamm Premiere mit dem Wander-Comedyprogramm "Wanderlustig". 
Seit Dezember 2024 ist er künstlerischer Leiter des Dortmunder Comedy- und Kabarettfestivals Ruhrhochdeutsch im Spiegelzelt.
Neben seinen Auftritten als Solist verfolgt er regelmäßige Projekte u. a. mit Carmela de Feo ("Das große Comedybattle") und Martin Fromme (Das große Comedywichteln).
Helmut Sanftenschneider ist seit 1999 mit Iris Sanftenschneider verheiratet. Sie haben zwei Kinder und leben in Bochum. Sein Sohn Leonard Sanftenschneider, arbeitet als Filmemacher und Drehbuchautor.

## Diskografie
Solo: Lieder aus dem Westen (Ruhrfolk)|
| Fernsehauftritte - "Risiko" (ZDF) - "Viva Espana" (WDR) - "Nightwash" (Einsfestival) - "Funk(h)aus" (WDR) - "My Comedy Blog" (Sat 1 Comedy) - "TV Total" (Pro 7, mit Johann König) - "Red Nose Day" (Pro 7, mit Johann König) - "Sarah Kuttner Show" (Viva, mit Johann König) - "Ohne Proben nach oben" (Pro 7, mit Johann König) - "Eskaliert" (Pro 7, mit Johann König) - Unsere Besten im Westen (WDR) - Ruhrkultur Live (34 Folgen) (Webshow) Filme - Für eine Handvoll Witze (2025, Comedy-Kurzspielfilm) - The Evil Sauna (2020, Comedy-Kurzspielfilm) Alben - Unser Aufbruch als HELMO (2018, Ruhrfolk) Singles - Spürst du den Sommer als HELMO (2018, Ruhrfolk) |